# Girassol (distrito)
Girassol é um distrito do município de Cocalzinho de Goiás, no estado brasileiro de Goiás.

## História
Girassol, atualmente um distrito do município de Cocalzinho de Goiás, possui uma origem ligada ao desenvolvimento da região a partir da década de 1980. Sua história começou às margens da BR-070, em uma área pertencente à antiga Fazenda São Gerônimo. Naquela época, surgiu a Vila São Gerônimo, formada inicialmente por apenas oito casas.
Com o passar do tempo, o parcelamento de lotes e o aumento da população transformaram o local em um importante povoado para Cocalzinho. A mudança do nome para "Girassol" aconteceu, provavelmente, por meio de um plebiscito, em que a escolha foi influenciada pela presença de plantações de girassóis nas proximidades da rodovia durante o período em que o local ainda era chamado de Vila São Gerônimo.
Graças ao crescimento econômico e populacional, Girassol alcançou o status de distrito, destacando-se como um polo de desenvolvimento no município. 
Em 2021, Girassol ganhou destaque na mídia nacional durante a perseguição ao criminoso Lázaro Barbosa. O distrito foi um dos principais cenários das buscas que mobilizaram forças policiais de todo o país, incluindo helicópteros, drones e cães farejadores. 

## Estrutura urbana

### Educação
Em 29 de junho de 2022, foi inaugurado o Colégio Estadual Waldir de Resende, no distrito de Girassol, pelo governador de Goiás, Ronaldo Caiado. A construção, iniciada em 2014 e paralisada por anos, foi retomada em 2021 e finalizada após 13 meses, com um investimento de R$ 3,69 milhões. A nova unidade escolar tem capacidade para atender até 1.260 estudantes e conta com salas de aula, laboratórios, biblioteca e uma quadra poliesportiva coberta.
Antes da conclusão do colégio, as aulas ocorreram provisoriamente em 11 salas modulares instaladas na quadra de esportes da Escola Municipal Maria do Carmo Guirra, cedida pela prefeitura de Cocalzinho. No local, foram atendidos mais de mil alunos distribuídos entre o ensino fundamental e médio. 

### Saneamento básico
Assim como a sede municipal de Cocalzinho, Girassol não possui uma rede de esgoto. A maioria da população utiliza fossas negras ou fossas construídas com manilhas para destinar os dejetos. Estes são eventualmente coletados e transportados para uma estação de tratamento por caminhões-pipa vindos de Ceilândia, no Distrito Federal. 

### Coleta de Lixo
A coleta de lixo em Girassol é realizada em dias úteis, utilizando uma caçamba que transporta os resíduos para um local conhecido como "lixão", situado a cerca de 2 km da zona urbana. Esse espaço foi cedido por um fazendeiro da região e sua escolha ocorreu sem estudos ambientais ou sanitários prévios, embora haja relatos de que uma análise ambiental tenha sido realizada.
No lixão, os resíduos são depositados em uma grande cova, cavada com o auxílio de uma pá mecânica. Após acumular uma quantidade significativa de lixo, este é incinerado e posteriormente enterrado. Não há programas de seletividade ou reciclagem implementados no distrito até o momento. 

## Turismo e Lazer

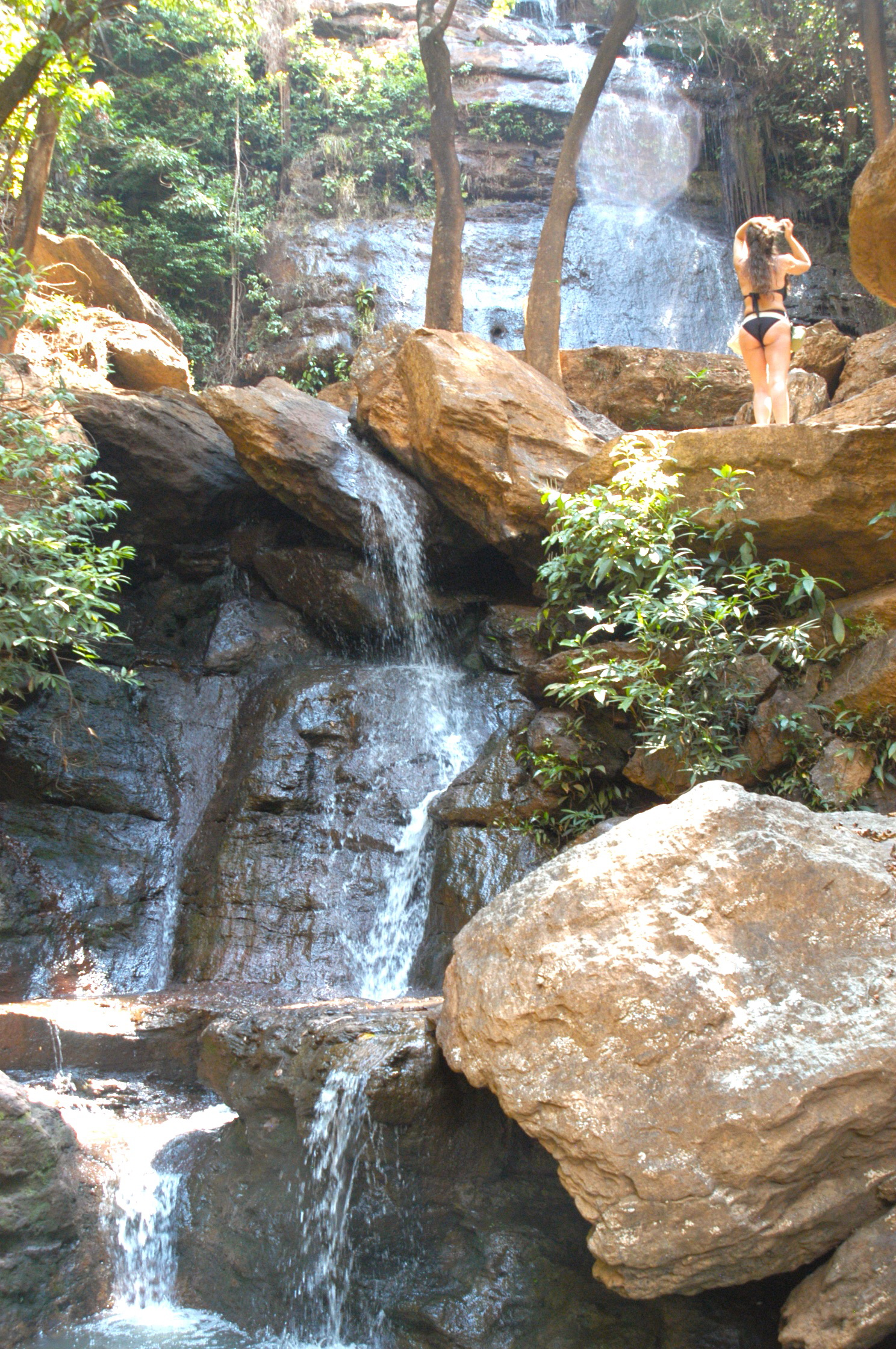
A Cachoeira do Girassol.

Entre os atrativos naturais de Girassol, destaca-se a Cachoeira do Girassol, localizada na Fazenda Serra dos Pirineus. Próxima ao distrito, é procurada por visitantes pela possibilidade de banho e por sua beleza cênica. A fazenda também oferece infraestrutura para campistas, como área de camping, banheiros com água quente e vestiários.
Além disso, os visitantes podem desfrutar de atividades como arvorismo, escalada, tirolesa e trilhas a cavalo, bem como refeições no restaurante local. É uma opção popular entre turistas em busca de contato com a natureza e lazer ao ar livre. 
Além da Cachoeira do Girassol, outro ponto de interesse natural ligado a Girassol é a Caverna dos Ecos. Reconhecida como a maior caverna formada por micaxisto no Brasil, ela abriga o maior lago subterrâneo da América Latina em cavernas desse tipo de rocha.
Devido ao impacto ambiental causado pela visitação intensa nas décadas de 1980 e 1990, o turismo na gruta foi restringido em 2001. Atualmente, o acesso é limitado e somente permitido com guias autorizados, enquanto se aguarda a implementação de um plano de manejo que permita sua reabertura total. 

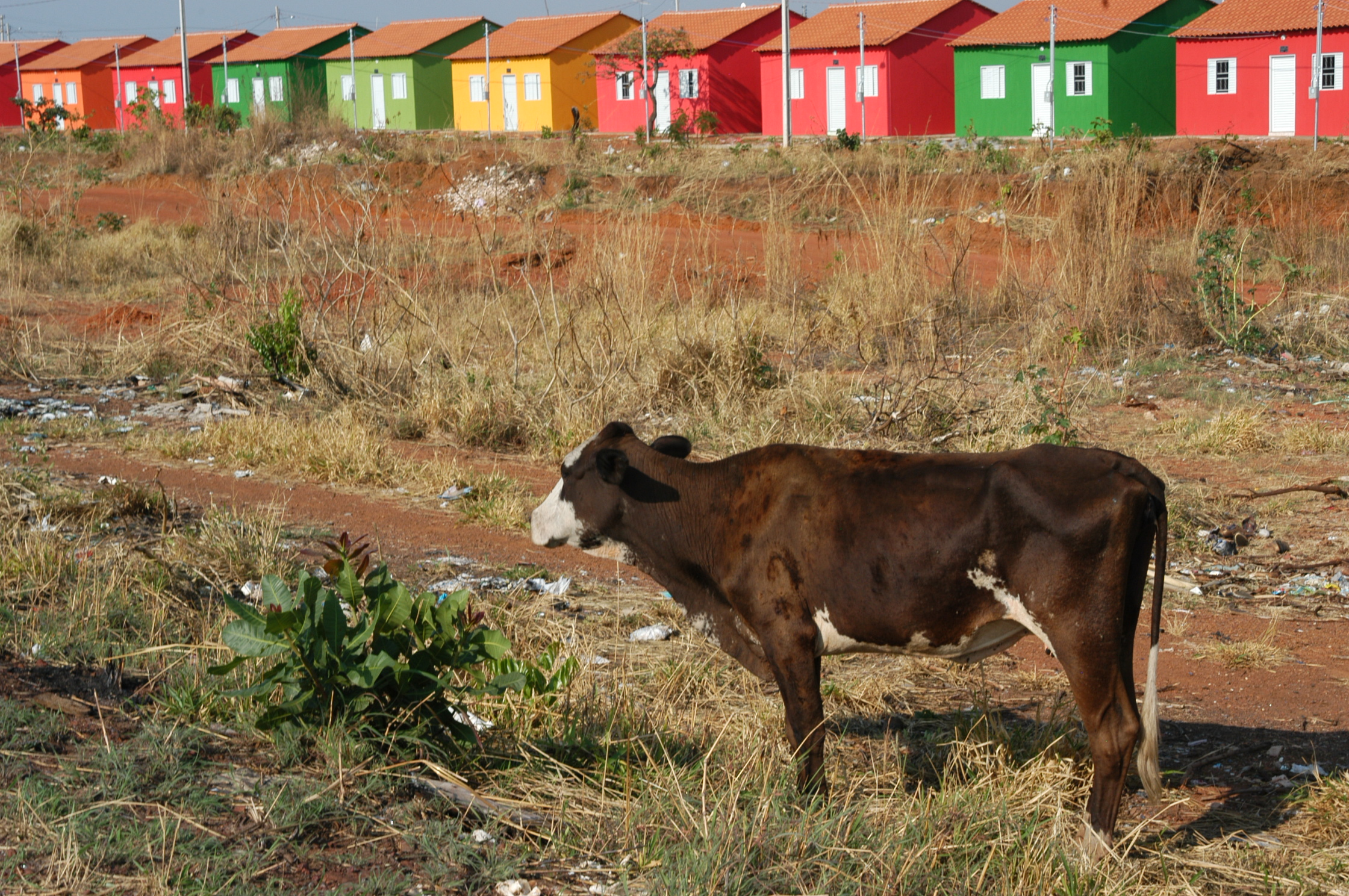
Conjunto habitacional
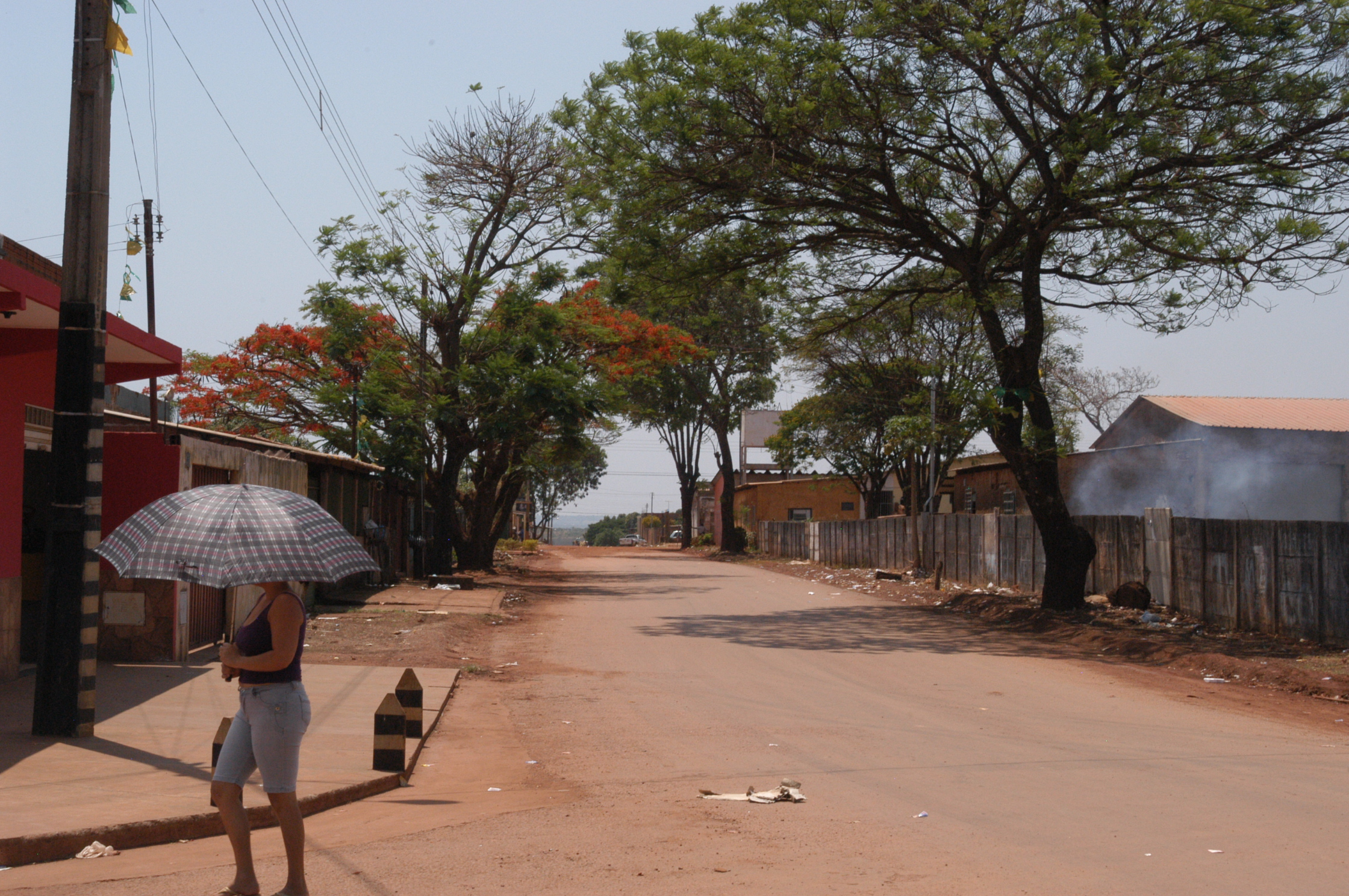
Rua principal
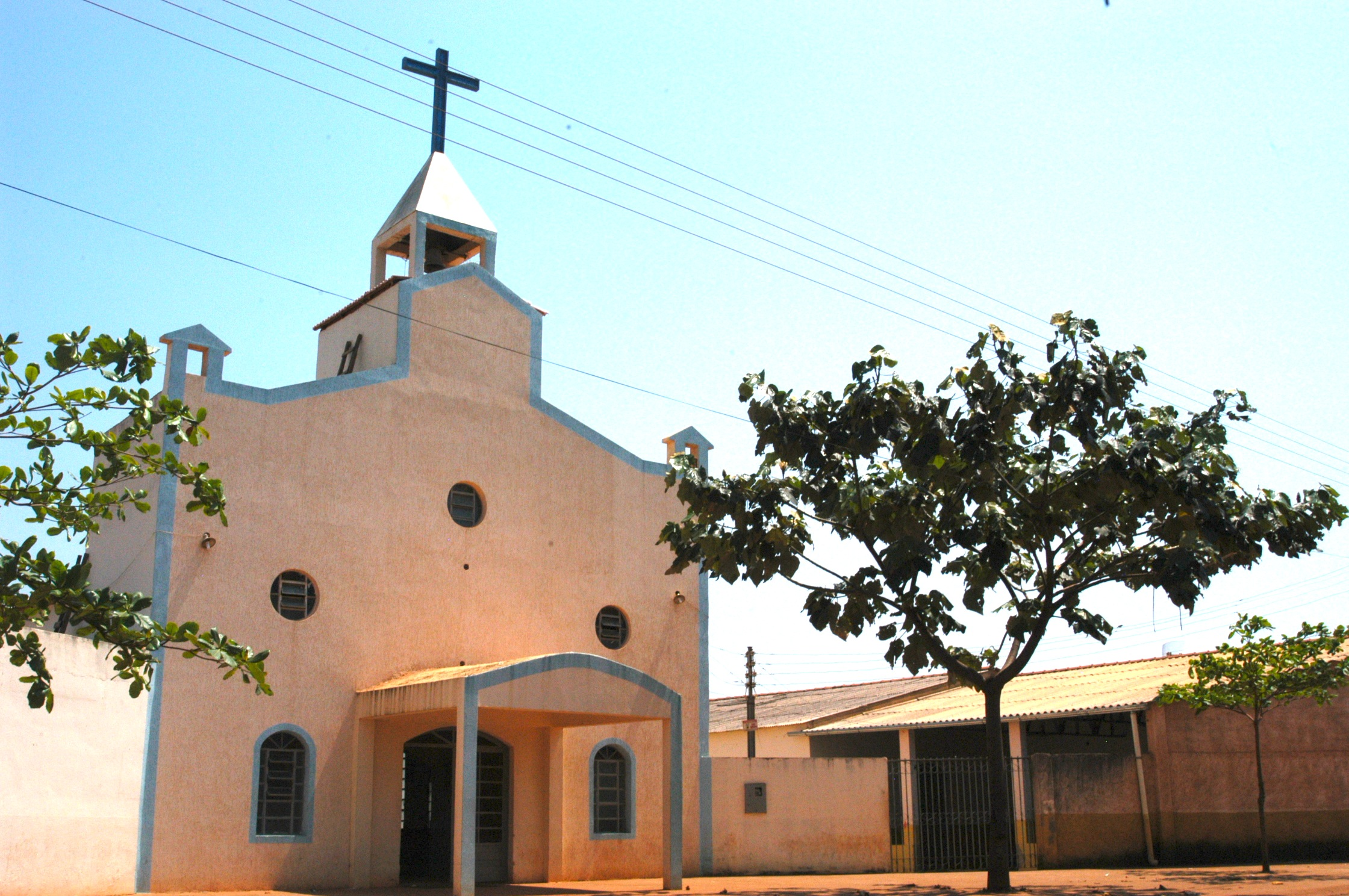
Igreja matriz N Sra. do Livramento